# József Várszegi
József Várszegi , född 7 september 1910 i Győr, död 12 juni 1977 i Budapest, var en ungersk friidrottare.
Várszegi blev olympisk bronsmedaljör i spjutkastning vid sommarspelen 1948 i London.